# Ayano Farada
Ayano Farada (hebräisch איינאו פרדה; * 29. April 2002) ist ein israelischer Fußballspieler.

## Karriere

### Verein
Zur Saison 2022/23 ging Farada von der U19 von Hapoel Jerusalem in deren erste Mannschaft über. Nachdem er bereits einmal im Pokal eingesetzt worden war, gab er sein Ligadebüt am 3. September 2022 bei einem 3:0-Sieg über MS Aschdod, bei dem er zur zweiten Halbzeit für Awaka Eshata ausgewechselt wurde. Nach einem weiteren Einsatz im Rückspiel gegen Aschdod kam er ab April 2023 durchgehend zu Einsätzen. Seit der Spielzeit 2023/24 gehört er zu den Stammspielern.

### Nationalmannschaft
Seit Juni 2023 ist er für die israelische U21 im Einsatz und gehörte nach einem Freundschaftsspieleinsatz auch zum Kader bei der Europameisterschaft 2023, wo er nur bei der 0:3-Halbfinalniederlage gegen England kurz vor Ende eingewechselt wurde.